# Ice Bucket Challenge

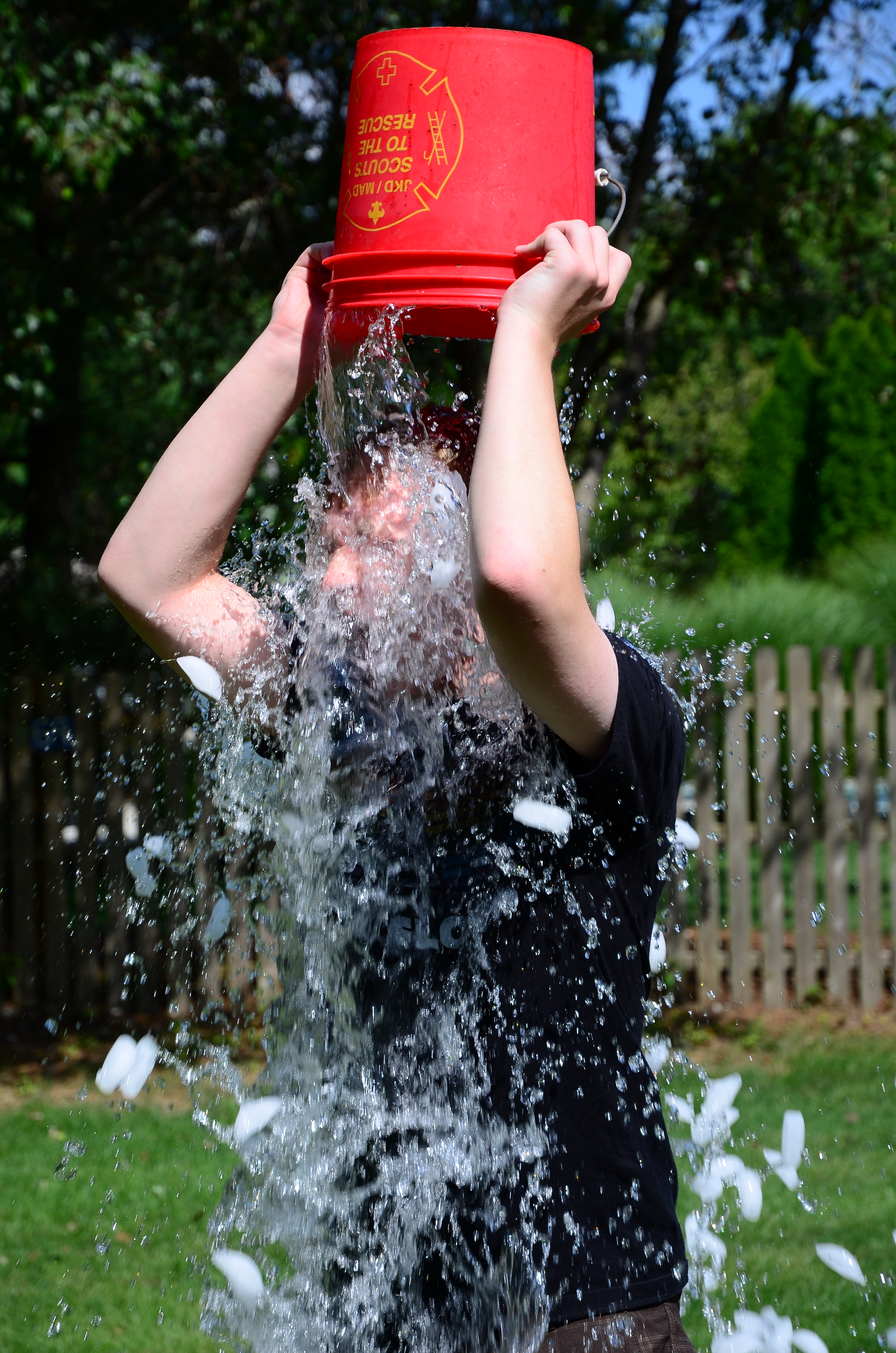
Exemple de ALS Ice Bucket Challenge.

Le SLA Ice Bucket Challenge (« défi du seau d'eau glacée ») est un geste consistant à se renverser ou se faire renverser un seau d’eau glacée sur la tête puis à inviter un ou plusieurs amis à reproduire ce geste. Le but de ce défi est à la fois de médiatiser la lutte contre la sclérose latérale amyotrophique (SLA), également appelée maladie de Charcot, et de collecter des fonds pour lutter contre cette maladie. En effet les participants au défi doivent faire un don en faveur de cette cause. Il ne faut pas confondre la SLA avec la maladie de Charcot-Marie-Tooth (une affection dont le nom et les symptômes sont voisins, mais l'évolution moins grave).
La campagne devient « virale » sur les réseaux sociaux durant l'été 2014, notamment à la suite de la participation de Mark Zuckerberg, qui a ensuite convié à y participer, d'autres célébrités aussi diverses que Bill Gates (fondateur de Microsoft), Oprah Winfrey (présentatrice de télévision), Jessica Biel (mannequin et actrice), Larry Page (cofondateur de Google), Justin Timberlake (chanteur), Ricky Gervais (acteur), Wooyoung (chanteur), Bangchan (chanteurs) ou encore Lara Fabian (chanteuse)
La campagne a réussi à lever plus de 100 millions de dollars américains de fonds pour l'association ALS (de 3 millions de donneurs différents dans le monde entier), contre 2,8 millions de dollars l'année précédant cette médiatisation.

## Principes
Le principe repose sur le mode du défi en chaîne : lorsqu'une personne, mise au défi, le relève avec succès, elle doit inviter un maximum de trois de ses connaissances à en faire de même (dans le cas des célébrités, il n'est pas nécessaire d'avoir de liens rapprochés, simplement de s'assurer que l'information parvienne à la personne défiée). Ces personnes ont 24 heures pour relever le défi. À défaut de se prêter au jeu, la personne doit déclarer forfait en faisant un don à une association caritative. Dans une autre version, si la personne nommée relève le défi, elle doit donner 10 dollars à l'œuvre caritative ; si elle déclare forfait, elle se doit de verser 100 dollars.
C'est l'Américain Pete Frates, atteint de la maladie de Charcot depuis 2012, qui lance le défi à l'été 2014. Avant, il était capitaine de l'équipe baseball universitaire du Boston College. Il meurt de cette même maladie en décembre 2019 à l'âge de 34 ans.

## Analyse
Le journaliste américain Timothy Stenovec (Huffington Post) propose plusieurs raisons au succès de ce phénomène : « L'Ice Bucket Challenge est le mélange parfait d’ingrédients qui rendent une chose virale : un peu de charité – même si vous n’êtes pas obligé de faire un don, cela vous fait passer pour quelqu’un de bien, et Facebook est vraiment le lieu pour se la jouer – et évidemment le fait que des célébrités le font. » L'Ice Bucket Challenge prendrait également son origine dans le détournement d'autres « jeux potaches » similaires, dont les défis Facebook du type « à l'eau ou au resto », ou encore la mode de la « neknomination », où un participant se filme en train de boire plusieurs verres de boisson alcoolisée avant de mettre au défi plusieurs autres personnes de faire de même.
Un article de Challenges estime que les nominations successives opérées par les PDG s'étant prêtés au jeu permet de décrypter les complexes relations de pouvoir et de rivalité qui les lient.
Un article du magazine TIME publié en août 2014 estime que de par l'ampleur de la mobilisation qu'il a entraîné, et les sommes d'argent qu'il a permis à l'association ALS de récolter pour sa cause, l'ALS Bucket Challenge pourrait changer à tout jamais la manière dont sont menées les campagnes de levées de fonds.

## Dommages collatéraux
L'Ice bucket Challenge peut être dangereux à cause, principalement, de la mauvaise préparation des participants ou de l'escalade irréfléchie dans les défis que se lancent les participants. De nombreux cas d'accidents, parfois graves, ont été rapportés par les médias. On doit ainsi déplorer le décès d'un ancien footballeur, Steffen Klemm, victime de complications consécutives au choc thermique après avoir reçu quatre seaux glacés sur la tête. Par ailleurs, un des instigateurs du défi, Corey Griffin, 27 ans, est décédé après avoir plongé du haut d'un toit sur l'île américaine de Nantucket, en août 2014.

## Cas particuliers notables

### Participations
Le président Barack Obama, défié par Ethel Kennedy (belle-sœur du défunt président Kennedy), a choisi de payer les 100 dollars de forfait.
Pamela Anderson a clairement affiché son refus aussi bien de participer au jeu que de verser de l'argent à l'ALS, en protestation contre l'expérimentation animale par l'ALS.
Olivia Wilde a choisi de se verser un mélange comprenant du lait maternel.
L'ancien footballeur international italien Marco Materazzi s'est prêté au jeu et, ne manquant pas d'humour, a décidé de nominer Zinédine Zidane qui lui avait asséné un coup de tête lors de la finale de la coupe du monde 2006.
Les fabricants de smartphones Sony et Samsung ont joué sur le phénomène en présentant leurs téléphones au défi, tout en nominant leurs concurrents. Le but est simplement de rappeler que leurs appareils sont étanches, alors que les concurrents qu'ils désignent ne le sont pas. Les fabricants n'ont pas mentionné de don à l'ALS en livrant leurs vidéos.

### La variante de Gaza
Dans la bande de Gaza, le journaliste Ayman al-Alul a proposé le « Rubble Bucket Challenge », à savoir le Défi du seau de gravats qui consiste à se verser un seau de gravats sur la tête pour attirer l'attention de l'opinion internationale sur la situation de Gaza. Le choix des gravats vise à rappeler que la région – victime du blocus et des bombardements de l'armée israélienne – manque des produits de première nécessité et que cette armée a détruit une grande partie des habitations de la Bande de Gaza, n'y laissant pratiquement que des gravats.